# Felipe Moreno Sigüenza-Soldevilla
Felipe Alfonso Moreno Sigüenza-Soldevilla (Logroño, 1869 - Logroño, 1961) fue un militar español. Participó en la sublevación militar contra la II República que dio origen a la guerra civil española, y fue miembro de la Junta de Defensa Nacional que asumió la Jefatura del Estado del bando sublevado durante el conflicto.

## Formación
Nacido en Logroño, se formó como militar en la Academia de El Escorial, y con 19 años entró a formar parte del Ejército Español. Tras su nombramiento de teniente coronel del ejército, fue ascendido en 1921 a General de Brigada en la provincia de Logroño, dónde se mantuvo hasta el comienzo de la Guerra Civil.

## Guerra civil española
Cuando se produjo la sublevación de una parte del ejército contra el gobierno de la II República, el 18 de julio de 1936, Moreno se encontraba en Logroño como General de Brigada. Fue uno de los co-partícipes de la toma de Logroño. Cuando se constituyó en Burgos la Junta de Defensa Nacional, el 24 de julio siguiente, en un inicio no participó en ella, aunque el 30 de julio, pasó a ocupar el puesto de Vocal.
La Junta se disolvió en octubre, y el general Franco confirmaría a Moreno como cargo decisivo en el gobierno militar de Logroño, donde falleció en 1961, retirado de la actividad.